# تورس تماليني
تورس تمالِّيني هي بلدة في شمال إفريقيا، يعود تاريخها إلى العصر القرطاجي والروماني والبيزنطي والوندال.

## جغرافيا
تقع البلدة غرب قابس وجنوب قفصة. تقع في واحة المنصورة على بعد 1.5 كيلومتر من تلمين و7.5 كيلومتر من قبلي.

## تاريخ
تأسست بلدة تورس تمالِّيني قبل قرطاج، عندما أنشأت قبيلة نيبجيني مخازن غلال محصنة ومسكنًا محصنًا لرأس القبيلة. تم تغيير اسمها في القرن الأول، وظلت مركزًا لقبيلة نيبجيني، ويرجح المؤرخون من المحتمل أن يكون اسمها «توريس» هو الاسم الأصلي لها. وكانت في الأصل عبارة عن حصن على الخندق الروماني وربطت بالطريق الروماني تحت حكم دوميتيان، أصبحت فيما بعد بلدية تحت حكم هادريان (حوالي 105 بعد الميلاد) تحمل اسم توريس تاماليني، وهي مذكورة في خط السير الأنطونيوسي على الطريق الواقعة على حدود طرابلس ولبدة الكبرى، وخلال العصر الروماني الأخير، كانت مقرًا للأبرشية ومركزًا لمقاومة المرابطين، استولى عليها الموحدون ودمروها في عام 1205م، وبنيت بلدة تلمين من أنقاض المدينة الرومانية، والتي حُددت على أنها تمتد على أنقاض أم السماع.
اليوم، لم يتبق شيء من المدينة القديمة، كل ما تبقى من المدينة القديمة هو حوضان ضخمان للري يفصل بينهما جدار، وهما يشكلان بحيرة تبلغ مساحتها هكتارًا واحدًا، وقد رممت المدينة في عام 1780 من قبل باي تونس.

## أبرشية
توقفت الأبرشية التي تأسست في القرن الرابع عن أداء وظيفتها مع وصول الفتح الإسلامي، لكنها ظلت بمثابة كرسي فخري للكنيسة الرومانية الكاثوليكية.